# 洛什-托赖什·贝洛
洛什-托赖什·贝洛（匈牙利語：Las-Torres Béla，1890年4月20日—1915年10月13日），匈牙利男子游泳运动员。他曾代表匈牙利参加1908年和1912年夏季奥林匹克运动会游泳比赛，其中1908年奥运会获得一枚银牌。